# Emir Ljubijankić
Emir Ljubijankić, slovenski nogometaš, * 5. maj 1992, Ljubljana.
Ljubijankić je profesionalni nogometaš, ki igra na položaju napadalca. Od leta 2024 je član avstrijskega kluba ASKÖ Bodensdor. Pred tem je igral za slovenske klube Domžale, Radomlje, Šenčur, Triglav Kranj, Zarica Kranj, Ilirija in Sava Kranj, nemško Borussio Neunkirchen ter avstrijske St. Jakob/Rosental, Nußdorf/Debant in SV Seeboden. Skupno je v prvi slovenski ligi odigral dve tekmi. Bil je tudi član slovenske reprezentance do 15, 16 in 17 in 20 let.